# Federazione di baseball delle Bahamas
La Federazione bahamense di baseball (eng. Bahamas Baseball Association) è un'organizzazione fondata per governare la pratica del baseball e del softball in Bahamas.
Organizza il campionato maschile e di softball femminile, e pone sotto la propria egida la nazionale maschile e di softball femminile.